# Coccophagus dius
Coccophagus dius är en stekelart som beskrevs av Hayat 1998. Coccophagus dius ingår i släktet Coccophagus och familjen växtlussteklar. Inga underarter finns listade i Catalogue of Life.